# Hugo Scheu

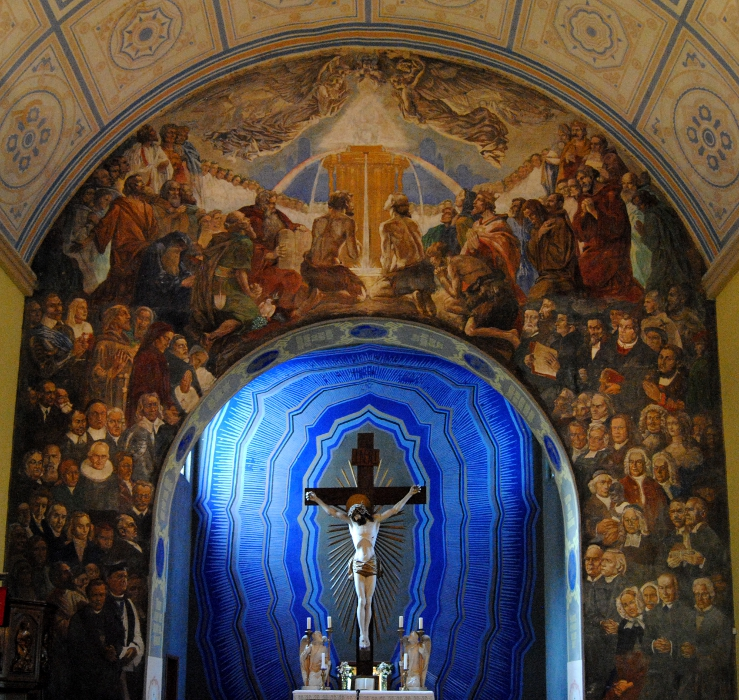
Hugo Scheu abgebildet auf dem Fresco der Evangelisch-lutherischen Kirche Šilutė (rechts unten mit Modell der Kirche).

Hugo Scheu (litauisch Hugo Šojus; * 1. April 1845 in Memel, Provinz Ostpreußen, Königreich Preußen; † 25. Juli 1937 in Šilutė, Litauen) war ein deutscher Gutsbesitzer und Mäzen der Stadt Šilutė (Heydekrug). 

## Leben
Scheus Vorfahren waren Reeder in Memel. Scheus Vater hatte das Gut Adlig-Heydekrug erworben, das 800 Hektar umfasste. Scheu wurde 1920 als Nachfolger von Wolfgang Kapp zum Generallandschaftsdirektor von Ostpreußen bestellt. Scheu war nach Abtretung des Memellandes vom Deutschen Reich mehrfach Landrat in Heydekrug.
Scheu interessierte sich für die litauische Sprache, litauische Kultur, Sitten und Gebräuche und betätigte sich als Sammler preußisch-litauischer Folklore. Er stellte für das Krankenhaus, die Feuerwehr, die Kirche, die Grundschule und andere öffentliche Einrichtungen kostenlos Grundstücke zur Verfügung. Zur Erinnerung an ihn wurde in Šilutė ein Denkmal errichtet. Nach ihm sind auch eine Straße und das Museum, das sich im Herrenhaus befindet, benannt.
Hugo Scheu war mit dem Schriftsteller und Bühnenautor Hermann Sudermann befreundet. Sie hatten sich 1888 in Berlin kennengelernt und schrieben sich fortan. Der Schriftverkehr wird in der   Litauischen Nationalbibliothek aufbewahrt.

## Familie
Hugo Scheus Sohn Erich Scheu († 1929) war Kreisarzt in Heydekrug und zeitweise Landrat in Heydekrug. Seine Tochter Ellen (1885–1959) war Ehefrau des späteren Professors Walter Rogowski.
Sein Enkel Werner Scheu, Sohn von Erich Scheu, wurde ebenfalls Arzt und erbte 1937 das Gut. In der NS-Zeit war er Mitglied der NSDAP und der Waffen-SS. 1941 beteiligte er sich als Offizier aktiv an einem Massenmord an 220 litauischen Juden – Scheu tötete damals eigenhändig mindestens vier Menschen – und wurde deshalb 1964 rechtskräftig zu zehn Jahren Zuchthaus verurteilt. In der Nachkriegszeit leitete er jahrelang das Kinderkurheim „Möwennest“ auf der Nordseeinsel Borkum, wo Kinder drangsaliert und gequält wurden.

## Bilder

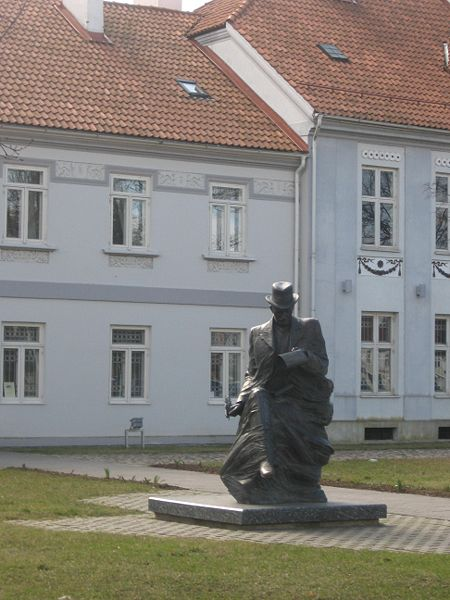
Denkmal für Hugo Scheu in Šilutė, Litauen
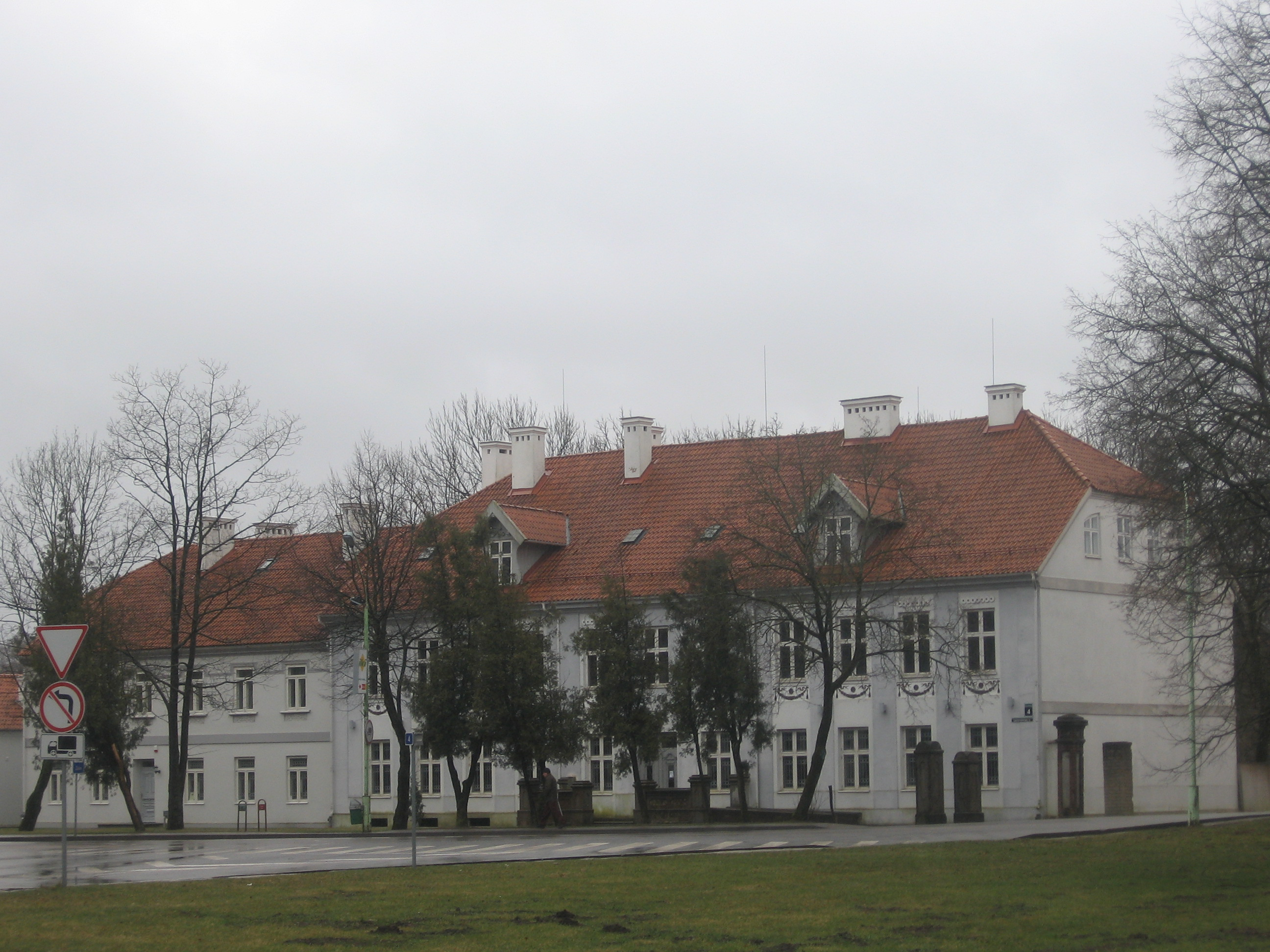
Das Herrenhaus Hugo Scheus in Šilutė